# اسل
اسل (به آلمانی: Essel) یک شهر در آلمان است که در هایدکرایس واقع شده‌است.